# L'Ermite (Belgique)
Pour les articles homonymes, voir Ermite (homonymie).

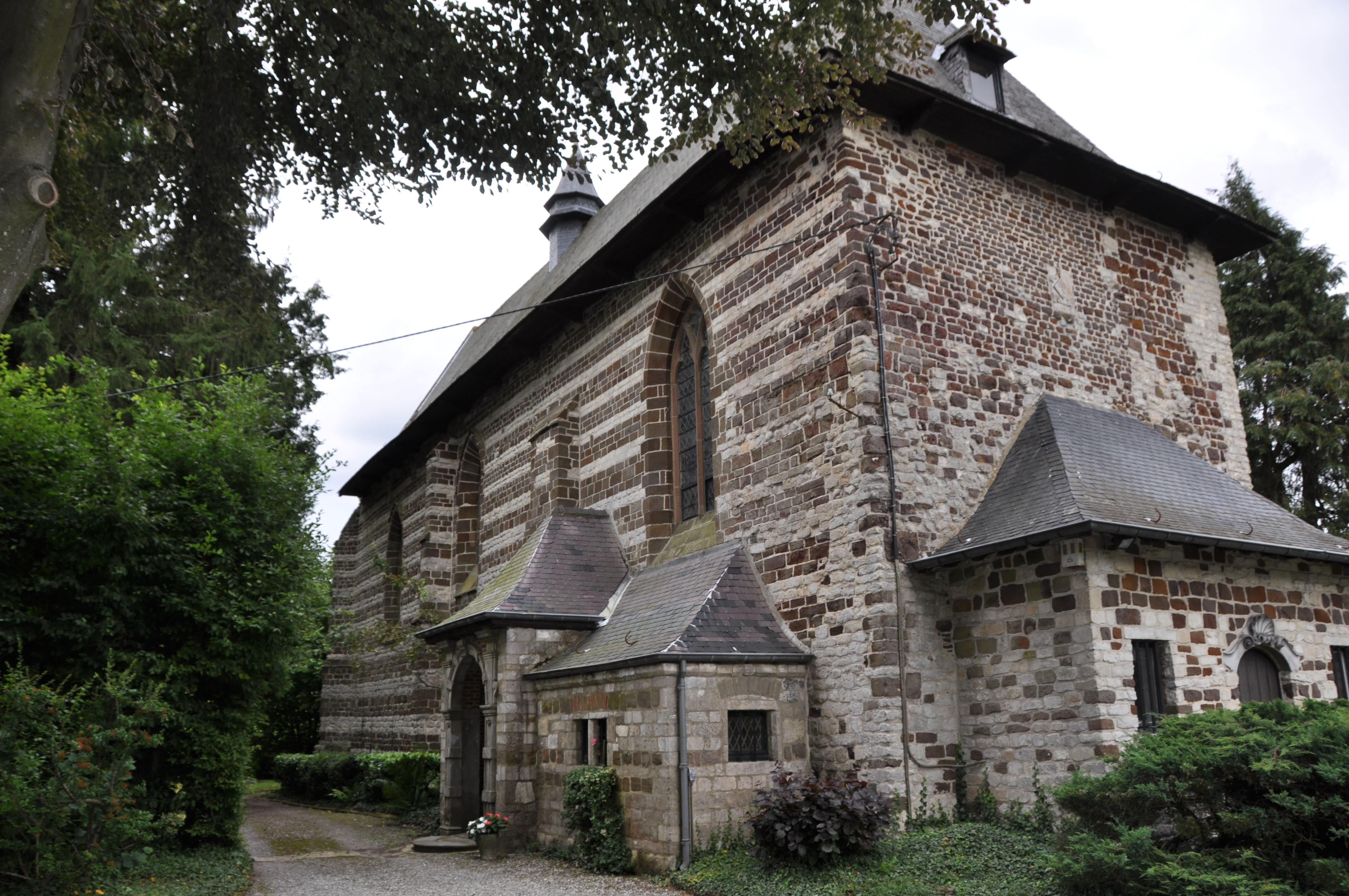
Chapelle de l'Ermite.

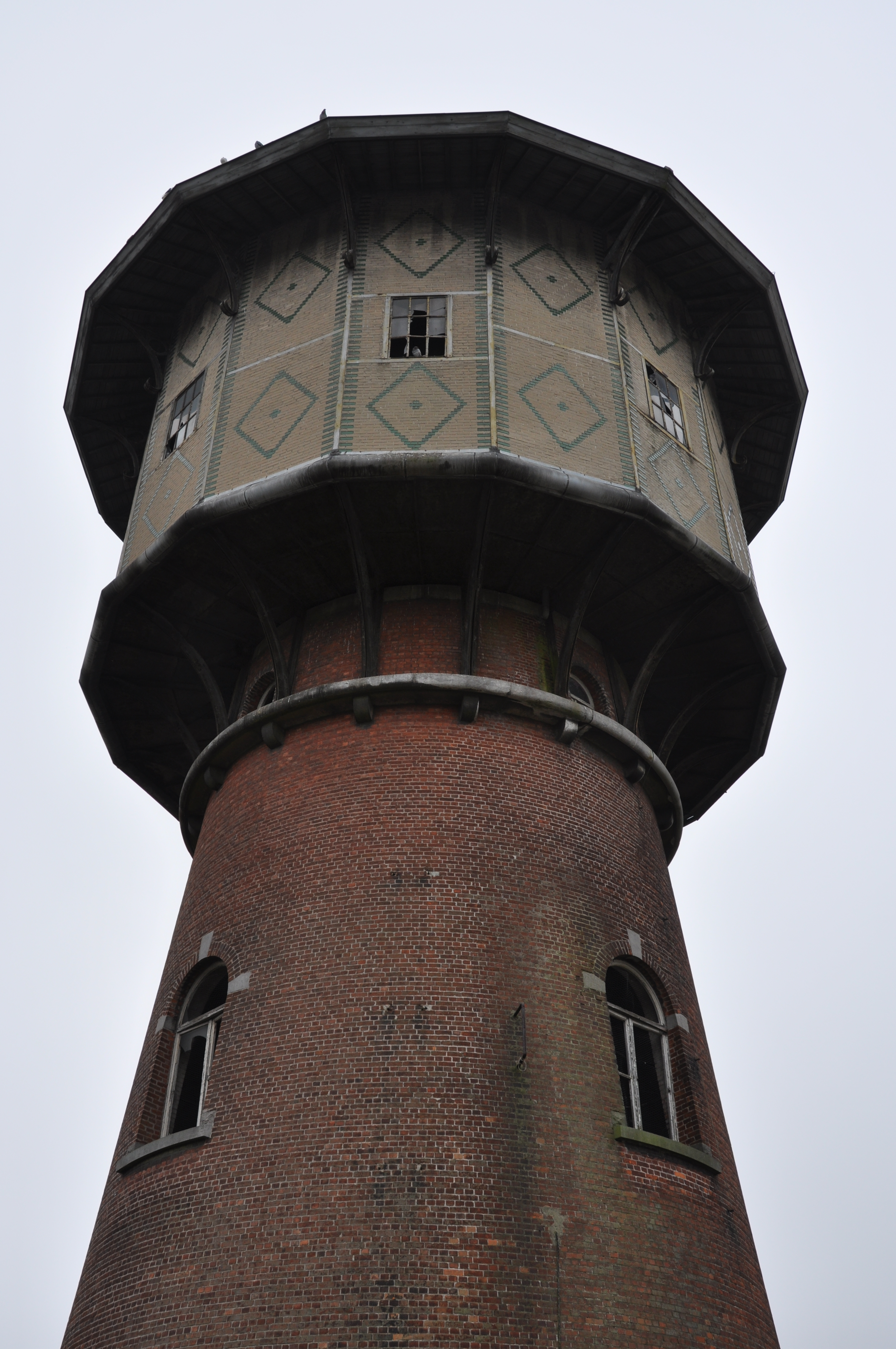
Château d'eau de l'Ermite

L'Ermite, parfois écrit L'Hermite, (en néerlandais : Ter Cluysen ou Terkluizen) est un lieu-dit situé dans la commune de Braine-l'Alleud en Belgique. Il déborde également sur la commune de Rhode-Saint-Genèse.

## Histoire
Un acte passé à Gembloux en 1131 rapporte que le duc de Brabant, Godefroid Ier et son fils, ont cédé à l'Abbaye de Gembloux un bien nommé « Dudinsart »... (voir Prieuré de l'Ermite).

## Hermite ou Ermite
En français, on ne trouve plus de H devant le mot ermite et pourtant cette lettre refait toujours surface au moment de l'épeler (la variante hermite était d'ailleurs également reconnue, dans la première moitié du XIXe siècle, par l'Académie française). 
En néerlandais on retrouve aussi la coexistence de deux orthographes : Ter Cluyzen ou Terkluizen. 
- Château de l'Hermite